# Falck (geslacht)

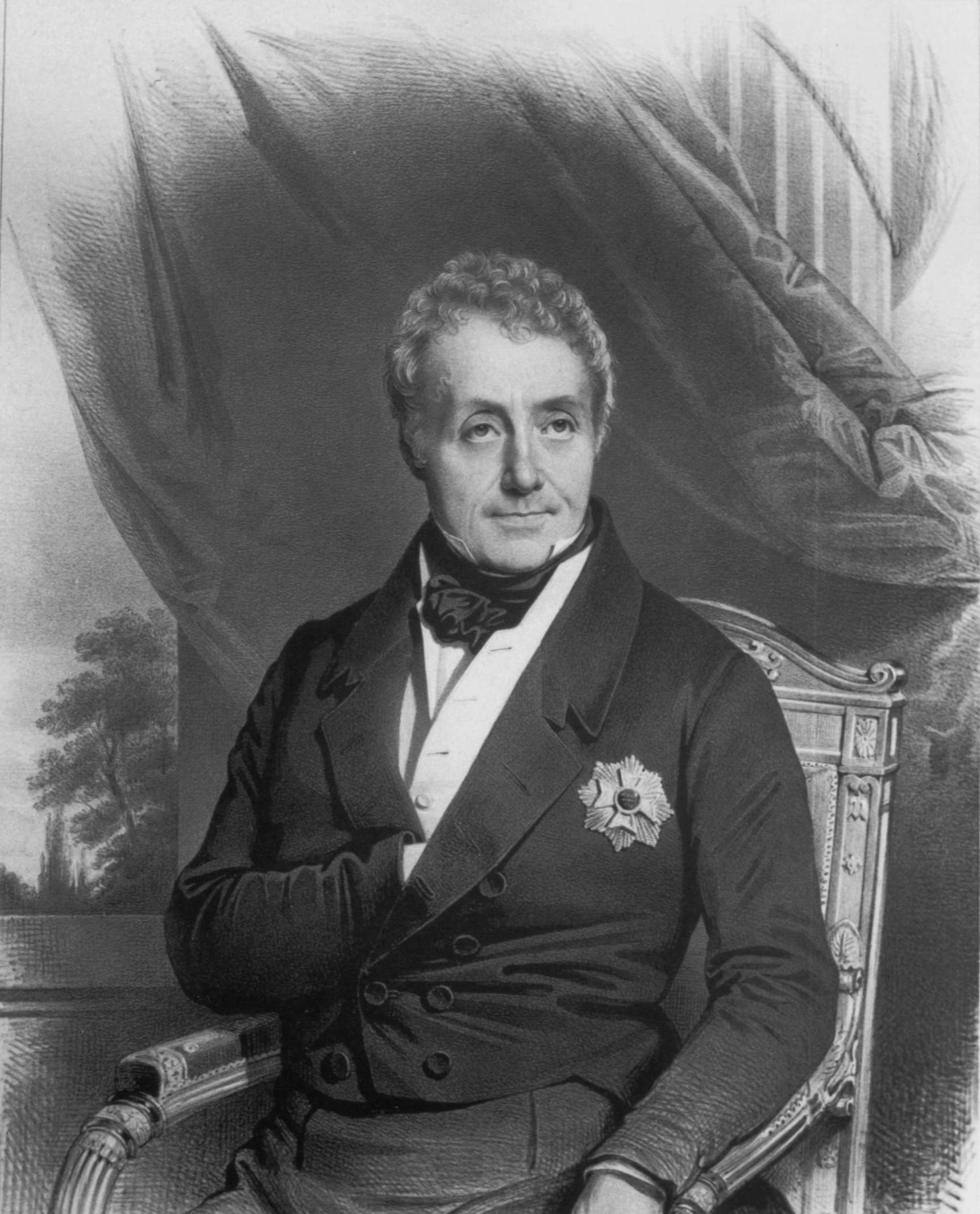
Anton Reinhard Falck (1777-1843)

Falck is een Nederlands geslacht waarvan leden sinds 1816 tot de Nederlandse adel behoren.

## Geschiedenis
De stamreeks begint met Haye Edzards Valcke, heer van Hadshusen, Mariënwehr, Ayenwolde, Uphusen en Jersum die vermeld wordt in 1519. Bij diploma van keizer Karel V van 20 september 1521 werd voor diens zoon en zijn broers en hun nakomelingen adeldom bevestigd. Een nazaat, mr. Otto Willem Philippus Falck (1747-1822), werd bij KB van 8 juli 1816 erkend te behoren tot de Nederlandse adel.

## Enkele telgen
- mr. Iman Willem Falck (1736-1785), gouverneur van Ceylon
- mr. Anton Reinhard Falck (1777-1843), minister
- jhr. Edzard Karel Gustaaf Falck (1884-1963)